# شمشاد بلياري
شمشاد بلياري (الاسم العلمي:Buxus balearica) هو نوع من النباتات يتبع جنس الشمشاد من الفصيلة الشمشادية.